# ژگلاند
ژگلاند (به لهستانی:  Żygląd) یک روستا در لهستان است که در گمینا پاپووو بیسکوپیه واقع شده‌است.